# Livets under
Livets under (originaltitel: Nära livet) er en svensk dramafilm fra 1958 instrueret af Ingmar Bergman efter et manuskript af Ulla Isaksson. Medvirkende tæller blandt andre Eva Dahlbeck, Ingrid Thulin og Bibi Andersson.

## Handling
Tre kvinder på en fødeafdeling afslører deres liv og intime tanker for hinanden, hvor de står over for valget mellem at beholde deres babyer eller bortadoptere dem.

## Medvirkende
- Eva Dahlbeck som Stina Andersson
- Max von Sydow som Harry Andersson
- Ingrid Thulin som Cecilia Ellius
- Erland Josephson som Anders Ellius
- Inga Landgré som Greta Ellius
- Bibi Andersson som Hjördis Pettersson
- Barbro Hiort af Ornäs som Brita
- Ann-Marie Gyllenspetz som Gran
- Margaretha Krook som Larsson
- Gun Jönsson som natsygeplejeske
- Kristina Adolphson som social- og sundhedshjælper
- Gunnar Nielsen som læge
- Inga Gill som nybagt mor
- Bengt Blomgren som far med såret barn